# Ciclismo nos Jogos Olímpicos de Verão de 2020 - Keirin masculino
A prova do keirin masculino do ciclismo nos Jogos Olímpicos de Verão de 2020 ocorreu nos dias 7 e 8 de agosto de 2021 no Velódromo de Izu, em Izu, Shizuoka. Um total de 30 ciclistas de 18 Comitês Olímpicos Nacionais (CON) participaram do evento.
A vitória de Jason Kenny neste evento, fez dele o atleta olímpico britânico de maior sucesso e o ciclista olímpico de maior sucesso da história. Também fez de Kenny um dos atletas a defender com sucesso a medalha de ouro olímpica em três eventos diferentes (no caso de Kenny, velocidade por equipes entre 2008–2016, velocidade individual entre 2012–2016 e keirin entre 2016–2020), sendo os outros Michael Phelps, Ray Ewry, Larisa Latynina, Jenny Thompson e Sawao Kato.

## Qualificação
Cada Comitê Olímpico Nacional (CON) poderia inscrever dois ciclistas no keirin masculino. As vagas são atribuídas ao CON, que seleciona os ciclistas. A qualificação se deu inteiramente através do ranking de nações da União Ciclística Internacional (UCI) de 2018–20. Os oito primeiros CONs que se qualificaram ao evento de velocidade por equipe também receberam o direito de inscrever dois ciclistas cada na velocidade individual e no keirin.

## Formato
As corridas de keirin envolvem até 7 ciclistas cada (embora o formato de 2020 não tenha corridas com mais de 6). Os ciclistas seguem uma motocicleta por 3 voltas (750 m); a motocicleta então se afasta e os ciclistas correm por mais 3 voltas. A motocicleta parte a 30 km/h e aumenta a velocidade para 50 km/h antes de se retirar.
A competição consiste em quatro rodadas principais (uma a mais com relação a 2016) e uma repescagem:
- Primeira fase: cinco baterias de 6 ciclistas cada. Os 2 melhores em cada bateria (10 no total) avançam para as quartas de final; todos os outros (20 ciclistas) vão para a repescagem.
- Repescagem: quatro baterias de 5 ciclistas cada. Os 2 melhores em cada bateria (8 no total) se juntam aos vencedores da primeira fase nas quartas de final. Os outros 12 ciclistas são eliminados.
- Quartas de final: três baterias de 6 ciclistas cada. Os 4 melhores em cada bateria (12 no total) avançam para as semifinais. Os 6 ciclistas restantes são eliminados.
- Semifinais: duas baterias de 6 ciclistas cada. Os 3 melhores em cada semifinal (6 no total) avançam para a final A; os 3 últimos ciclistas de cada semifinal vão para a final B, fora da disputa por medalhas.
- Finais: são realizadas duas finais. A final A consiste nos 6 melhores ciclistas, com disputas pelas medalhas e do 4º ao 6º lugar. A final B classifica os próximos 6 ciclistas do 7º ao 12º lugar.

## Calendário
Horário local (UTC+9)
| Data                | Tempo             | Fase                              |
| ------------------- | ----------------- | --------------------------------- |
| 7 de agosto de 2021 | 15:48 16:19       | Primeira fase Repescagem          |
| 8 de agosto de 2021 | 10:24 11:09 11:51 | Quartas de final Semifinais Final |

## Medalhistas
| Ouro   | GBR Jason Kenny       |
| Prata  | MAS Azizulhasni Awang |
| Bronze | NED Harrie Lavreysen  |

## Resultados

### Primeira fase
Disputada em 7 de agosto de 2021 com início as 15:48 locais. Os dois primeiros de cada bateria avançam para as quartas de final e os restantes para a repescagem.
Bateria 1
| Pos. | Ciclista        | CON                   | Intervalo | Notas |
| ---- | --------------- | --------------------- | --------- | ----- |
| 1    | Rayan Helal     | FRA França            |           | QF    |
| 2    | Maximilian Levy | GER Alemanha          | +0.010    | QF    |
| 3    | Kwesi Browne    | TTO Trinidad e Tobago | +0.248    | R     |
| 4    | Jason Kenny     | GBR Grã-Bretanha      | +0.462    | R     |
| 5    | Sam Webster     | NZL Nova Zelândia     | +0.546    | R     |
| 6    | Ivan Gladyshev  | ROC                   | +3.173    | R     |

Bateria 2
| Pos. | Ciclista                     | CON               | Intervalo | Notas |
| ---- | ---------------------------- | ----------------- | --------- | ----- |
| 1    | Jack Carlin                  | GBR Grã-Bretanha  |           | QF    |
| 2    | Matthew Richardson           | AUS Austrália     | +0.070    | QF    |
| 3    | Matthijs Büchli              | NED Países Baixos | REL       | R     |
|      | Hugo Barrette                | CAN Canadá        | DNF       | R     |
|      | Sergey Ponomaryov            | KAZ Cazaquistão   | DNF       | R     |
|      | Muhammad Shah Firdaus Sahrom | MAS Malásia       | DNF       | R     |

Bateria 3
| Pos. | Ciclista          | CON                   | Intervalo | Notas |
| ---- | ----------------- | --------------------- | --------- | ----- |
| 1    | Azizulhasni Awang | MAS Malásia           |           | QF    |
| 2    | Nicholas Paul     | TTO Trinidad e Tobago | +0.075    | QF    |
| 3    | Patryk Rajkowski  | POL Polônia           | +0.104    | R     |
| 4    | Stefan Bötticher  | GER Alemanha          | +0.115    | R     |
| 5    | Jean Spies        | RSA África do Sul     | +0.739    | R     |
| 6    | Sébastien Vigier  | FRA França            | +0.884    | R     |

Bateria 4
| Pos. | Ciclista         | CON               | Intervalo | Notas |
| ---- | ---------------- | ----------------- | --------- | ----- |
| 1    | Yudai Nitta      | JPN Japão         |           | QF    |
| 2    | Denis Dmitriev   | ROC               | +0.004    | QF    |
| 3    | Matthew Glaetzer | AUS Austrália     | +0.093    | R     |
| 4    | Xu Chao          | CHN China         | +0.240    | R     |
| 5    | Harrie Lavreysen | NED Países Baixos | +0.256    | R     |
| 6    | Mateusz Rudyk    | POL Polônia       | +0.974    | R     |

Bateria 5
| Pos. | Ciclista        | CON                 | Intervalo | Notas |
| ---- | --------------- | ------------------- | --------- | ----- |
| 1    | Yuta Wakimoto   | JPN Japão           |           | QF    |
| 2    | Callum Saunders | NZL Nova Zelândia   | +0.089    | QF    |
| 3    | Kevin Quintero  | COL Colômbia        | +0.096    | R     |
| 4    | Tomáš Bábek     | CZE República Checa | +0.228    | R     |
| 5    | Nick Wammes     | CAN Canadá          | +0.292    | R     |
| 6    | Jair Tjon En Fa | SUR Suriname        | +0.396    | R     |

### Repescagem
Disputada em 7 de agosto de 2021 com início as 16:19 locais. Os dois primeiros de cada bateria avançam para as quartas de final.
Bateria 1
| Pos. | Ciclista                     | CON                   | Intervalo | Notas |
| ---- | ---------------------------- | --------------------- | --------- | ----- |
| 1    | Kwesi Browne                 | TTO Trinidad e Tobago |           | QF    |
| 2    | Muhammad Shah Firdaus Sahrom | MAS Malásia           | +0.010    | QF    |
| 3    | Sébastien Vigier             | FRA França            | +0.037    |       |
| 4    | Tomáš Bábek                  | CZE República Checa   | +0.638    |       |
| 5    | Xu Chao                      | CHN China             | +0.979    |       |

Bateria 2
| Pos. | Ciclista         | CON               | Intervalo | Notas |
| ---- | ---------------- | ----------------- | --------- | ----- |
| 1    | Jason Kenny      | GBR Grã-Bretanha  |           | QF    |
| 2    | Stefan Bötticher | GER Alemanha      | +0.363    | QF    |
| 3    | Matthijs Büchli  | NED Países Baixos | +0.441    |       |
| 4    | Mateusz Rudyk    | POL Polônia       | +0.480    |       |
| 5    | Nick Wammes      | CAN Canadá        | +0.564    |       |

Bateria 3
| Pos. | Ciclista         | CON               | Intervalo | Notas |
| ---- | ---------------- | ----------------- | --------- | ----- |
| 1    | Harrie Lavreysen | NED Países Baixos |           | QF    |
| 2    | Jair Tjon En Fa  | SUR Suriname      | +0.578    | QF    |
| 3    | Sam Webster      | NZL Nova Zelândia | +0.580    |       |
| 4    | Hugo Barrette    | CAN Canadá        | +0.738    |       |
| 5    | Patryk Rajkowski | POL Polônia       | +1.616    |       |

Bateria 4
| Pos. | Ciclista          | CON               | Intervalo | Notas |
| ---- | ----------------- | ----------------- | --------- | ----- |
| 1    | Matthew Glaetzer  | AUS Austrália     |           | QF    |
| 2    | Kevin Quintero    | COL Colômbia      | +0.069    | QF    |
| 3    | Sergey Ponomaryov | KAZ Cazaquistão   | +0.124    |       |
| 4    | Ivan Gladyshev    | ROC               | +0.675    |       |
| 5    | Jean Spies        | RSA África do Sul | +0.760    |       |

### Quartas de final
Disputada em 8 de agosto de 2021 com início as 10:24 locais. Os quatro melhores de cada bateria avançam para as semifinais.
Bateria 1
| Pos. | Ciclista           | CON               | Intervalo | Notas |
| ---- | ------------------ | ----------------- | --------- | ----- |
| 1    | Kevin Quintero     | COL Colômbia      |           | SF    |
| 2    | Jason Kenny        | GBR Grã-Bretanha  | +0.045    | SF    |
| 3    | Rayan Helal        | FRA França        | +0.105    | SF    |
| 4    | Harrie Lavreysen   | NED Países Baixos | +0.122    | SF    |
| 5    | Matthew Richardson | AUS Austrália     | +0.212    |       |
| 6    | Yudai Nitta        | JPN Japão         | +0.331    |       |

Bateria 2
| Pos. | Ciclista                     | CON                   | Intervalo | Notas |
| ---- | ---------------------------- | --------------------- | --------- | ----- |
| 1    | Nicholas Paul                | TTO Trinidad e Tobago |           | SF    |
| 2    | Jack Carlin                  | GBR Grã-Bretanha      | +0.503    | SF    |
| 3    | Jair Tjon En Fa              | SUR Suriname          | +0.602    | SF    |
| 4    | Maximilian Levy              | GER Alemanha          | +0.667    | SF    |
| 5    | Callum Saunders              | NZL Nova Zelândia     | +0.723    |       |
| 6    | Muhammad Shah Firdaus Sahrom | MAS Malásia           | +1.204    |       |

Bateria 3
| Pos. | Ciclista          | CON                   | Intervalo | Notas |
| ---- | ----------------- | --------------------- | --------- | ----- |
| 1    | Yuta Wakimoto     | JPN Japão             |           | SF    |
| 2    | Azizulhasni Awang | MAS Malásia           | +0.039    | SF    |
| 3    | Kwesi Browne      | TTO Trinidad e Tobago | +0.098    | SF    |
| 4    | Matthew Glaetzer  | AUS Austrália         | +0.104    | SF    |
| 5    | Stefan Bötticher  | GER Alemanha          | +0.192    |       |
| 6    | Denis Dmitriev    | ROC                   | +0.236    |       |

### Semifinais
Disputada em 8 de agosto de 2021 com início as 11:09 locais. Os três primeiros de cada bateria avançam para a final A e os restantes para a final B, fora da disputa por medalhas.
Bateria 1
| Pos. | Ciclista         | CON                   | Intervalo | Notas |
| ---- | ---------------- | --------------------- | --------- | ----- |
| 1    | Jason Kenny      | GBR Grã-Bretanha      |           | FA    |
| 2    | Matthew Glaetzer | AUS Austrália         | +0.003    | FA    |
| 3    | Jair Tjon En Fa  | SUR Suriname          | +0.089    | FA    |
| 4    | Jack Carlin      | GBR Grã-Bretanha      | +0.240    | FB    |
| 5    | Kwesi Browne     | TTO Trinidad e Tobago | +0.357    | FB    |
| 6    | Kevin Quintero   | COL Colômbia          | +0.397    | FB    |

Bateria 2
| Pos. | Ciclista          | CON                   | Intervalo | Notas |
| ---- | ----------------- | --------------------- | --------- | ----- |
| 1    | Azizulhasni Awang | MAS Malásia           |           | FA    |
| 2    | Maximilian Levy   | GER Alemanha          | +0.035    | FA    |
| 3    | Harrie Lavreysen  | NED Países Baixos     | +0.073    | FA    |
| 4    | Rayan Helal       | FRA França            | +0.497    | FB    |
| 5    | Yuta Wakimoto     | JPN Japão             | +0.775    | FB    |
|      | Nicholas Paul     | TTO Trinidad e Tobago | DSQ       |       |

### Finais
Disputada em 8 de agosto de 2021 com início as 11:51 locais.
Final B
| Pos. | Ciclista       | CON                   | Intervalo | Notas |
| ---- | -------------- | --------------------- | --------- | ----- |
| 7    | Yuta Wakimoto  | JPN Japão             |           |       |
| 8    | Jack Carlin    | GBR Grã-Bretanha      | +0.097    |       |
| 9    | Kwesi Browne   | TTO Trinidad e Tobago | +0.203    |       |
| 10   | Rayan Helal    | FRA França            | +0.251    |       |
| 11   | Kevin Quintero | COL Colômbia          | +0.314    |       |

Final A
| Pos.              | Ciclista          | CON               | Intervalo | Notas |
| ----------------- | ----------------- | ----------------- | --------- | ----- |
| Medalha de ouro   | Jason Kenny       | GBR Grã-Bretanha  |           |       |
| Medalha de prata  | Azizulhasni Awang | MAS Malásia       | +0.763    |       |
| Medalha de bronze | Harrie Lavreysen  | NED Países Baixos | +0.773    |       |
| 4                 | Jair Tjon En Fa   | SUR Suriname      | +1.264    |       |
| 5                 | Matthew Glaetzer  | AUS Austrália     | +1.344    |       |
| 6                 | Maximilian Levy   | GER Alemanha      | +2.344    |       |